# Galgera decurrens
 Galgera decurrens  (Vahl) Anderb. & Bengtson, 2022 è una specie di piante angiosperme dicotiledoni della famiglia delle Asteraceae, sottofamiglia Asteroideae, tribù Inuleae e sottotribù Plucheinae.  Galgera decurrens è anche l'unica specie del genere  Galgera  Anderb. & Bengtson, 2022.

## Etimologia
Il nome generico (Galgera) è un anagramma di Laggera. L'epiteto specifico (decurrens) deriva dal latino e fa riferimento ai margini delle foglie che si estendono gradualmente verso il fusto, cioè con un'estensione simile a un'ala o a una cresta.
Il nome scientifico della specie è stato definito dai botanici Martin Vahl (1749-1804), Arne A. Anderberg (1954-) e Annika Bengtson nella pubblicazione " Willdenowia. Mitteilungen aus dem Botanischen Garten und Museum Berlin-Dahlem. Berlin-Dahlem" ( Willdenowia 52(3): 383) del 2022. Il nome scientifico del genere è stato definito nella stessa pubblicazione.

## Descrizione
Portamento. La specie di questa voce è un'erba annua (o perenne) aromatica.
Fusto. La parte sotterranea del fusto consiste prevalentemente in rizomi allungati. La parte aerea del fusto, molto ramificata, in genere è sprovvista di condotti di resina. Generalmente il floema è privo di strati fibrosi; inoltre sono assenti i tessuti latticiferi. Altezza media: 1 metro.
Foglie. Le foglie lungo il caule sono disposte in modo alternato. La lamina ha delle forme strettamente ellittiche con margine intero e apice acuto-ottuso. Le foglie si presentano grigie, densamente sericee e tomentose. La base è lungamente decorrente sul fusto (il fusto spesso è alato). Dimensione delle foglie: 1–5 cm x 2–7 mm.
Infiorescenza. Le infiorescenze sono formate da capolini eterogami sia solitari che in formazioni corimbose. I capolini, con forme cilindriche e spesso leggermente più larghi alla base, sono di tipo disciforme. I capolini sono formati da un involucro composto da brattee disposte in modo embricato al cui interno un ricettacolo fa da base ai fiori ligulati periferici o fiori del raggio (qui assenti) e ai fiori tubulosi quelli centrali o del disco. L'involucro può essere cilindrico, campanulato o a forma di coppa. Le brattee, con forme strette, sono disposte generalmente su più righe; hanno consistenza erbacea o cartilaginea, ma senza margini ialini; gli stereomi non sono divisi. Il ricettacolo è piatto e sprovvisto di pagliette (a protezione della base dei fiori). Lunghezza del capolino: 5–8 mm.
Fiori.  I fiori sono tetra-ciclici (formati cioè da 4 verticilli: calice – corolla – androceo – gineceo) e pentameri (calice e corolla formati da 5 elementi). Si distinguono in:
- fiori del raggio (esterni): sono mancanti;
- fiori del disco (centrali): sono numerosi con forme brevemente tubulose (attinomorfe); quelli esterni sono femminili, quelli più interni sono ermafroditi.

- Formula fiorale:

*/x K {\displaystyle \infty }, [C (5), A (5)], G 2 (infero), achenio
- Calice: i sepali del calice sono ridotti ad una coroncina di squame.
- Corolla: (solo fiori del disco) la forma è tubulare (strettamente campanulata) bruscamente divaricata in 4-5 brevi lobi (le corolle femminili sono filiformi); il colore è bianco.
- Androceo: l'androceo è formato da 5 stami sorretti da filamenti generalmente liberi; gli stami sono connati e formano un manicotto circondante lo stilo; le teche (produttrici del polline) sono troncate e non sono speronate. La base delle antere può essere lunga o corta con code. Il tessuto dell'endotecio è a forma polarizzata. Le cellule del collare dei filamenti sono piatte o di tipo mammelloso.
- Gineceo: il gineceo ha un ovario uniloculare infero formato da due carpelli.[6] Lo stilo è unico e con due stigmi nella parte apicale. Gli stigmi spesso sono provvisti di peli acuti che terminano sopra la biforcazione senza raggiungerla. Le superfici stigmatiche confluiscono all'apice, mentre alla base sono separate in due distinte linee (lignee stigmatiche marginali[8]). Il polline è spinuloso.

Frutti.  I frutti sono degli acheni con pappo. Gli acheni con forme cilindriche sono lunghi 1 mm. L'epidermide è priva di cristalli di ossalato allungati. Il pappo è formato setole capillari barbate lunghe 3–5 mm.

## Biologia
Impollinazione: l'impollinazione avviene tramite insetti (impollinazione entomogama tramite farfalle diurne e notturne).

Riproduzione: la fecondazione avviene fondamentalmente tramite l'impollinazione dei fiori (vedi sopra).

Dispersione: i semi (gli acheni) cadendo a terra sono successivamente dispersi soprattutto da insetti tipo formiche (disseminazione mirmecoria). In questo tipo di piante avviene anche un altro tipo di dispersione: zoocoria. Infatti gli uncini delle brattee dell'involucro (se presenti) si agganciano ai peli degli animali di passaggio disperdendo così anche su lunghe distanze i semi della pianta. Inoltre per merito del pappo (se presente) il vento può trasportare i semi anche a distanza di alcuni chilometri (disseminazione anemocora).

## Distribuzione e habitat
La specie di questa voce è distribuita in Africa.

## Sistematica
La famiglia di appartenenza di questa voce (Asteraceae o Compositae, nomen conservandum) probabilmente originaria del Sud America, è la più numerosa del mondo vegetale, comprende oltre 23.000 specie distribuite su 1.535 generi, oppure 22.750 specie e 1.530 generi secondo altre fonti (una delle checklist più aggiornata elenca fino a 1.679 generi). La famiglia attualmente (2021) è divisa in 16 sottofamiglie; la sottofamiglia Asteroideae è una di queste e rappresenta l'evoluzione più recente di tutta la famiglia.

### Filogenesi
La tribù Inuleae (comprendente le Inulinae) è una delle 21 tribù della sottofamiglia Asteroideae). Da un punto di vista filogenetico, la tribù Inuleae, all'interno della sottofamiglia, fa parte del gruppo "Helianthodae". La sottotribù Plucheinae è caratterizzata da corolle con varie tonalità di rosa, malva o porpora, con stigmi ricoperti di peli acuti, ma senza la caratteristica di avere dei grandi cristalli di ossalato nelle cellule dell'epidermide dell'achenio.
La sottotribù è divisa in vari subcladi. Il genere di questa voce, da poco separato dal genere Laggera, appartiene ad un clade interno (il "core" della sottotribù ) formato dai generi Coleocoma, Cylindrocline, Epaltes, Karelinia, Laggera, Pluchea, Porphyrostemma, Sphaeranthus, Streptoglossa e Tessaria.
I caratteri distintivi della specie  Galgera decurrens sono:
- le foglie sono decorrenti;
- il colore dei fiori è giallo.

Questa specie si differenzia da quelle del genere Leggera per il colore delle corolle (gialle), per le antere caudate, per il tessuto endoteciale di tipo polarizzato e per i peli dello stilo acuti e terminanti sopra la biforcazione. Inoltre "Galgera" è caratterizzata da foglie intere con basi decorrenti, spesso lunghe e formanti ali lungo il fusto, e capolini eterogami con fiori gialli e fiori esterni femminili filiformi.
Il numero cromosomico delle specie di questo genere è: 2n = 20.

### Sinonimi
Sono elencati alcuni sinonimi per questa entità:
- Blumea decurrens (Vahl) Merxm.
- Erigeron decurrens  Vahl
- Laggera decurrens  (Vahl) Hepper & J.R.I.Wood
- Blumea gariepina  DC.
- Conyza arabica  Willd.
- Laggera arabica  Deflers
- Laggera gariepina  (DC.) Randeria
- Placus gariepinus  (DC.) Kuntze